# Vivienne Burke
Vivienne Burke es una deportista australiana que compitió en judo. Ganó dos medallas en el Campeonato de Oceanía de Judo de 1979, oro en –72 kg y plata en la categoría abierta.

## Palmarés internacional
| Campeonato de Oceanía | Campeonato de Oceanía   | Campeonato de Oceanía | Campeonato de Oceanía |
| Año                   | Lugar                   | Medalla               | Categoría             |
| --------------------- | ----------------------- | --------------------- | --------------------- |
| 1979                  | Rotorua (Nueva Zelanda) | Medalla de oro        | –72 kg                |
| 1979                  | Rotorua (Nueva Zelanda) | Medalla de plata      | Abierta               |